# Ibn an-Nafís
Ibn an-Nafís (vlastním jménem Alá ad-Dín Abú Hasan Alí ibn Abí Hazm al-Qaraší ad-Dimašqí; latinsky Annafis; 1213-1288) byl arabský lékař a polyhistor, který se kromě medicíny zabýval i islámskou teologií, právem a filozofií. Je známý tím, že jako první popsal plicní oběh krve. Jeho práce týkající se pravostranného (plicního) oběhu o staletí předchází dílo Williama Harveye De motu cordis (1628). Teorie řeckého lékaře Galéna o fyziologii oběhového systému z 2. století byla poprvé zpochybněna až ibn an-Nafísem, který proto bývá označován za „otce fyziologie krevního oběhu“.
Jako průkopník anatomie provedl ibn an-Nafís také několik lidských pitev a učinil několik dalších objevů v oblasti fyziologie a anatomie. Kromě objevu plicního oběhu identifikoval také koronární a kapilární proudění krve. Počet lékařských textů, které napsal, se odhaduje na více než 110.